# Wohnhaus Hafenstraße 24

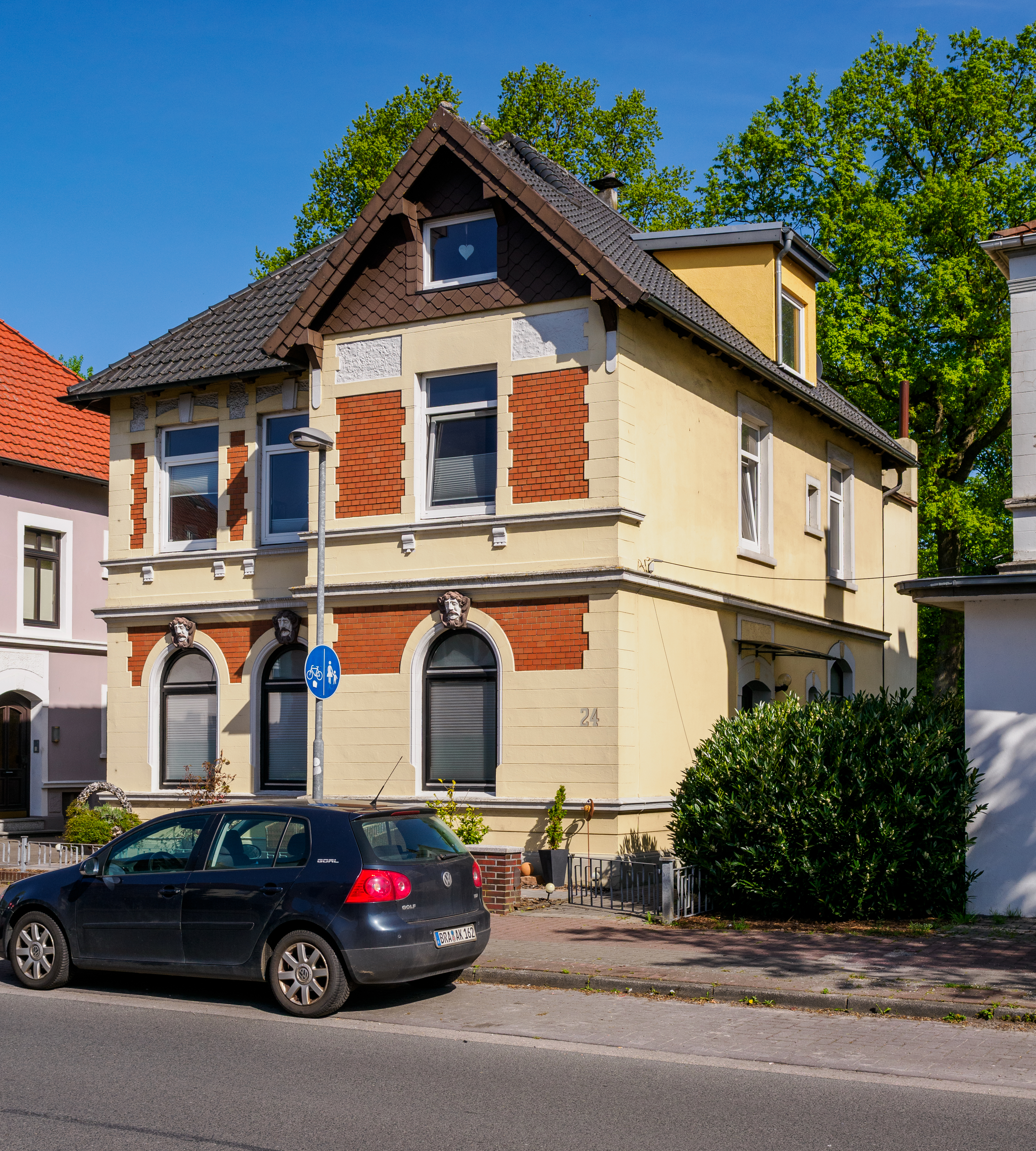
Wohnhaus Hafenstraße 24

Das Wohnhaus Hafenstraße 24 im niedersächsischen Nordenham, im Landkreis Wesermarsch, stammt vom Anfang des 20. Jahrhunderts.

Aktuell (2023) wird es als Wohnhaus genutzt.
Das Gebäude steht unter Denkmalschutz (siehe auch Liste der Baudenkmale in Nordenham).

## Beschreibung und Geschichte
Das zweigeschossige verputzte und teils verklinkerte traufständige Gebäude auf Sockel mit Walmdach und dem rechten Giebelrisalit mit Satteldach und Verschieferung im Giebeldreieck sowie den rundbogigen (EG) und rechteckigen (OG), gerahmten Öffnungen mit Figuren im Sturz (EG) und einem geschossteilenden breiten Gesimsband bzw. Gesims, wurde wohl um 1900 gebaut. Es ähnelt den denkmalgeschützten Häusern Nr. 19, Nr. 21, Nr. 27, Nr. 33 und Nr. 35 in der Straße. Diese Häuser werden auch als Kapitänshäuser bezeichnet.
Das Landesdenkmalamt befand zur Bedeutung: „geschichtlich, städtebaulich“.